# Gezicht op Castel San Zeno in Montagnana met een zittende figuur op de voorgrond
Gezicht op Castel San Zeno in Montagnana met een zittende figuur op de voorgrond of Man in een landschap uit ca. 1509 is de enige tekening die unaniem wordt toegeschreven aan de Venetiaanse renaissancekunstenaar Giorgione. Omdat Giorgione erom bekendstond dat hij vrijwel geen voorbereidende schetsen voor zijn schilderijen maakte, is deze tekening in rood krijt waarschijnlijk geen voorstudie, maar bedoeld als een zelfstandig kunstwerk. De verfijnde sfumato-techniek is beïnvloed door Leonardo da Vinci. De tekening wordt bewaard in Museum Boijmans Van Beuningen in Rotterdam.

## Voorstelling
Eeuwenlang zag men in de voorstelling een zelfportret van Giorgione, zittend voor de muren van zijn geboortestad Castelfranco Veneto. In 1978 werd de juiste locatie geïdentificeerd: Montagnana met het Castel San Zeno. De stijl van de tekening is verwant met prenten van Giulio Campagnola die vanaf ca. 1507 gravures maakte in de trant van Giorgione en de jonge Titiaan.
Hoewel het kasteel op de achtergrond een nauwkeurige weergave is van een bestaande locatie, zorgt de toevoeging van de figuur ervoor dat de voorstelling meer is dan een simpel topografisch document. Net als bij zijn schilderij La tempesta, waarmee de tekening overeenkomsten vertoont, suggereert Giorgione meer dan wat er op het eerste gezicht te zien is, maar wat die eventuele diepere, allegorische betekenis is, blijft in beide gevallen onzeker. Is de man op de voorgrond een pelgrim die onderweg is, een profeet in de woestijn (Elia ?), een filosoof of heremiet die de maatschappij letterlijk en figuurlijk de rug toekeert, of is het een balling die de stad heeft moeten verlaten? Het retorische, wijzende gebaar van zijn linkerhand suggereert dat hij in gesprek is met zichzelf en dat zijn al dan niet zelfgekozen verblijf in de wilde natuur tot zelfkennis en dieper inzicht leidt.

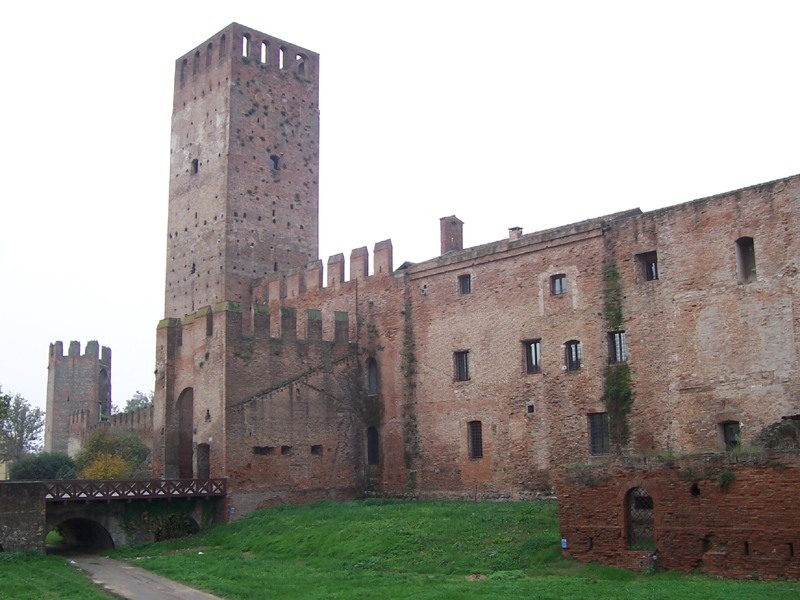
Castel San Zeno anno 2005

## Herkomst
Eind 17e eeuw was de tekening in het bezit van de verzamelaar Sebastiano Resta, die de tekening met warm water waste om vuil te verwijderen. Dit kwam de conditie van de tekening niet ten goede. Vanaf 1710 bevond de tekening zich in collecties van Engelse verzamelaars. In 1929 werd de tekening verworven door Franz Koenigs die zijn collectie in 1940 aan Van Beuningen verkocht, waarna deze de tekening aan Museum Boijmans schonk.